# Dominique Strauss-Kahn
Dominique Strauss-Kahn (født 25. april 1949 i Neuilly-sur-Seine, Hauts-de-Seine) er en fransk økonom og politiker, der er medlem af det franske socialistparti Parti Socialiste (PS). Han var fra 2007 direktør for Den Internationale Valutafond (IMF) indtil maj 2011, hvor han trak sig fra stillingen efter at der var fremsat beskyldninger om sexovergreb.
Strauss-Kahn, der er af jødisk afstamning, opvoksede dels i Marokko, dels i Frankrig. Han er uddannet i statskundskab fra Institut d'études politiques de Paris, har en kandidatgrad i offentlig ret samt en ph.d.-grad i økonomi. Han blev efter endt uddannelse lektor ved universitetet Nancy 2 og senere ved Université Paris-Nanterre og den franske elite-administrationsskole ENA École nationale d'administration. Han blev efter kort tid professor ved Institut d'études politiques, hvor han så sent som 2000-2007 underviste i økonomi. Fra 1993 til 1995 arbejdede han som selvstændig advokat.
Han blev politisk aktiv i 1970'erne, hvor han sluttede sig til socialistpartiets venstrefløj omkring Lionel Jospin. I 1986 blev han valgt til Nationalforsamlingen og indtrådte i 1991 i François Mitterrands regering som industri- og handelsminister. I 1995 blev han borgmester i Paris-forstaden Sarcelles, men allerede i 1997 blev han som følge af socialistpartiets valgsejr økonomi- og finansminister i Jospins regering. Under hans ledelse gennemførtes en sænkning af bygningsmomsen, hvilket betød, at Frankrigs statsbudget blev væsentligt forbedret forbud for indførelsen af euroen. Han stod også i spidsen for flere privatiseringer, bl.a. af teleselskabet France Telecom.
I 1999 indledtes en udredning af Strauss-Kahns virksomhed som advokat, hvilket fik ham til at gå af som minister i november for bedre at kunne forsvare sig. Han blev frifundet for alle anklager og blev genvalgt til Nationalforsamlingen ved et suppleringsvalg i 2001. Ved det ordinære valg året efter blev han genvalgt. Fra slutningen af 2004 udgjorde han sammen med Martine Aubry og Jack Lang partiets programudvalg forud for præsidentvalget i 2007 og havde her ansvaret for økonomiske spørgsmål. I sommeren 2005 meddelte han åbent, at han var kandidat til partiets primærvalg. Han tabte senere til Ségolène Royal, men mange spåede, at ville melde sig som kandidat ved præsidentvalget i 2012, og han ville være den af Socialistpartiets mulige kandidater, der havde størst chance for at kunne slå den siddende præsident Nicolas Sarkozy.

## Sexovergreb
Den 14. maj 2011 eskorterede grænsemyndighederne Strauss-Kahn ud af et Air France fly i New Yorks John F. Kennedy-Lufthavn, få minutter før det skulle flyve til Paris, hvorefter han blev anholdt for at have begået sexovergreb på Nafissatou Diallo, en sort stuepige i sin suite i luksushotellet Sofitel New York Hotel, kort inden han forlod hotellet for at tage til lufthavnen.
Han blev sigtet for seksuelt overgreb, forsøg på voldtægt og ulovlig indespærring. Strauss-Kahn erklærede sig ikke skyldig og accepterede, at der blev foretaget retsmedicinske undersøgelser.
Anklagemyndigheden frafaldt tiltalen mod Strauss Kahn, idet anklagemyndigheden vurderede, at stuepigen var utroværdig.
Den franske anklagemyndighed rejste efterfølgende anklage mod Strauss Kahn for rufferi i anledning af grænseoverskridende adfærd til adskillige sex-fester, hvori der deltog kvinder, der var prostituerede. Den 12. juni 2015 blev Strauss Kahn frifundet for alle anklager.